# Kobry
Kobry představují skupinu jedovatých hadů z čeledi korálovcovitých. V této skupině se vyskytuje řada smrtelně jedovatých druhů. Slovo kobra představuje české rodové jméno pro více rodů dle vědecké klasifikace. Je vejcorodá. Dorůstá téměř 2 m délky, kobra královská až 5,7 metru. Živí se hlodavci, obojživelníky, ještěrkami a ptačími vejci. Kobra královská jí jiné druhy hadů. Kobra královská se vyskytuje v Asii, v Indii a Filipínách. Při nebezpečí roztahují kápi a zvedají své tělo do výšky.
Nejpočetnějšími a „nejznámějším“ rodem je rod Naja (tzv. „pravé kobry“), k němuž náleží i kobra indická (Naja naja).
Za vysoce zajímavou je považována podskupina tzv. plivajících kober, které dokážou svůj jed plivat (či přesněji vystřikovat) na někdy překvapivě velkou vzdálenost. Zahrnují různé druhy a poddruhy rodu Naja a druh kobra obojková (Hemachatus haemachatus).
Kobry z Indie dokáží zabít svým jedem člověka za pouhých 15 minut. Některé druhy kober vystřikují jed, který není pro člověka nebezpečný, pokud se nedostane do očí nebo do úst. I přesto, že jsou kobry nebezpečné, jsou v některých případech chovány jako domácí zvířata. Indičtí zaříkávači hadů předvádějí tanec kober při hře na flétnu. Ve skutečnosti však had pouze sleduje pohyby hudebního nástroje, protože je hluchý.
V podobě kobry byla uctívána staroegyptská bohyně Vadžet.